# Čeští hokejisté v AHL
Čeští hokejisté v AHL jsou čeští hráči, kteří působili či působí v American Hockey League. První český hráč v soutěži nastoupil v sezoně 1979/80 - brankář Jiří Crha za New Brunswick Hawks. 

## Počet hráčů podle sezon (základní část)
| - 1979/80 - 1 - 1981/82 - 1 - 1982/83 - 1 - 1986/87 - 2 - 1987/88 - 3 - 1988/89 - 5 - 1989/90 - 5 - 1990/91 - 9 - 1991/92 - 9 - 1992/93 - 13 - 1993/94 - 13 - 1994/95 - 13 - 1995/96 - 15 - 1996/97 - 23 - 1997/98 - 28 - 1998/99 - 16 - 1999/00 - 21 - 2000/01 - 33 - 2001/02 - 49 | - 2002/03 - 39 - 2003/04 - 43 - 2004/05 - 25 - 2005/06 - 40 - 2006/07 - 41 - 2007/08 - 30 - 2008/09 - 21 - 2009/10 - 14 - 2010/11 - 14 - 2011/12 - 13 - 2012/13 - 15 - 2013/14 - 24 - 2014/15 - 25 - 2015/16 - 18 - 2016/17 - 30 - 2017/18 - 23 - 2018/19 - 34 - 2019/20 - 21 - 2020/21 - 26 |

Ve výčtu není uveden Robert Mayer, rodák z Havířova (kde i začal s hokejem), který ale reprezentuje Švýcarsko. Ten chytal v AHL v období 2009/10 - 2013/14.

## Nejúspěšnější hráči
Statistiky po ukončení sezony 2020/21
| Hráč           | Post         | Zápasy | Branky | Asistence | Body | Link |
| -------------- | ------------ | ------ | ------ | --------- | ---- | ---- |
| Ladislav Kohn  | Pravé křídlo | 330    | 120    | 173       | 293  | zda  |
| Martin Frk     | Centr        | 336    | 137    | 116       | 253  | zda  |
| Patrik Augusta | Levé křídlo  | 223    | 122    | 120       | 242  | zda  |
| Josef Marha    | Centr        | 267    | 66     | 161       | 227  | zda  |
| Václav Prospal | Centr        | 255    | 74     | 152       | 226  | zda  |
| Ladislav Trešl | Centr        | 240    | 90     | 132       | 222  | zda  |
| Miloslav Gureň | Obránce      | 324    | 42     | 130       | 172  | zda  |
| Tomáš Mojžíš   | Obránce      | 307    | 29     | 92        | 121  | zda  |
| Lukáš Kašpar   | Levé křídlo  | 300    | 61     | 103       | 164  | zda  |
| Michal Jordán  | Obránce      | 301    | 23     | 72        | 95   | zda  |

### Brankáři podle odchytaných zápasů
| Hráč           | Zápasy |
| -------------- | ------ |
| Marek Mazanec  | 215    |
| Vítek Vaněček  | 141    |
| Ondřej Pavelec | 111    |
| Petr Mrázek    | 88     |
| Tomáš Vokoun   | 80     |

- celkem v AHL nastoupilo 29 českých brankářů
- navíc 128 utkání odchytal Robert Mayer (viz výše)

### Rekordy za sezonu
Góly: 53, Patrik Augusta (1993/94)
Asistence: 63, Václav Prospal (1996/97)
Body: 96, Patrik Augusta (1993/94) a Jiří Hudler (2005/06)
Trestné minuty: 311, David Kočí (2004/05)

### Rekordy v dresu jednoho klubu
Utkání: 301, Michal Jordán (Charlotte Checkers)
Góly: 122, Patrik Augusta (St. John's Maple Leafs)
Asistence: 124, Ladislav Kohn (Saint John Flames)
Body: 242, Patrik Augusta (St. John's Maple Leafs)
Trestné minuty: 770, David Kočí (Wilkes-Barre/Scranton Penguins)
Odchytaná utkání: 165, Marek Mazanec (Milwaukee Admirals)

### Rekordy v play off (celkové)
Utkání: 42, Ladislav Kohn
Góly: 20, Ladislav Kohn
Asistence: 37, Tomáš Fleischmann
Body: 53, Tomáš Fleischmann
Trestné minuty: 55, Radko Gudas
Odchytaná utkání: 40, Michal Neuvirth
Vychytaná vítězství: 30, Michal Neuvirth
Vychytaná čistá konta: 4, Petr Mrázek

### Rekordy v play off (za ročník)
Utkání: 25, Kamil Piroš (2002)
Góly: 14, Ladislav Kohn (1998)
Asistence: 21, Tomáš Fleischmann	(2006)
Body: 32, Tomáš Fleischmann (2006)
Trestné minuty: 43, Vladimír Sobotka (2009)
Odchytaná utkání: 24, Ondřej Pavelec (2008) a Petr Mrázek (2014)
Vychytaná vítězství: 16, Ondřej Pavelec (2008) a Michal Neuvirth (2009)
Vychytaná čistá konta: 4, Petr Mrázek (2014)

## Vítězové Calderova poháru
Tabulka obsahuje hráče, kteří získali se svým klubem Calderův pohár, tedy trofej pro vítězný tým soutěže.
| Hráč              | Tým                   | Sezóna          |
| ----------------- | --------------------- | --------------- |
| Michal Neuvirth   | Hershey Bears         | 2008/09 2009/10 |
| Vladimír Vůjtek   | Cape Breton Oilers    | 1992/93         |
| Jaroslav Modrý    | Albany River Rats     | 1994/95         |
| Václav Varaďa     | Rochester Americans   | 1995/96         |
| Josef Marha       | Hershey Bears         | 1996/97         |
| Tomáš Klouček     | Hartford Wolf Pack    | 1999/00         |
| Milan Hnilička    | Hartford Wolf Pack    | 1999/00         |
| Pavel Brendl      | Hartford Wolf Pack    | 1999/00         |
| Kamil Piroš       | Chicago Wolves        | 2001/02         |
| Zdeněk Blatný     | Chicago Wolves        | 2001/02         |
| Libor Ustrnul     | Chicago Wolves        | 2001/02         |
| Zbyněk Michálek   | Houston Aeros         | 2002/03         |
| Ladislav Benýšek  | Houston Aeros         | 2002/03         |
| Libor Pivko       | Milwaukee Admirals    | 2003/04         |
| Tomáš Fleischmann | Hershey Bears         | 2005/06         |
| Jakub Klepiš      | Hershey Bears         | 2005/06         |
| Jakub Čutta       | Hershey Bears         | 2005/06         |
| Karel Pilař       | Chicago Wolves        | 2007/08         |
| Ondřej Pavelec    | Chicago Wolves        | 2007/08         |
| Radko Gudas       | Norfolk Admirals      | 2011/12         |
| Ondřej Palát      | Norfolk Admirals      | 2011/12         |
| Petr Mrázek       | Grand Rapids Griffins | 2012/13         |
| Andrej Nestrašil  | Grand Rapids Griffins | 2012/13         |
| Radek Faksa       | Texas Stars           | 2013/14         |
| Matěj Stránský    | Texas Stars           | 2013/14         |
| Patrik Bartošák   | Manchester Monarchs   | 2014/15         |
| Lukáš Sedlák      | Lake Erie Monsters    | 2015/16         |
| Martin Frk        | Grand Rapids Griffins | 2016/17         |
| Tomáš Nosek       | Grand Rapids Griffins | 2016/17         |
| Filip Hronek      | Grand Rapids Griffins | 2016/17         |
| Martin Nečas      | Charlotte Checkers    | 2018/19         |
| Celkem            |                       | 32              |

## Vítězové individuálních trofejí
| Sezona  | Trofej                               | Vítěz               | Klub                  |
| ------- | ------------------------------------ | ------------------- | --------------------- |
| 1996/97 | Nejlepší nováček                     | Jaroslav Svejkovský | Portland Pirates      |
| 1999/00 | Nejméně branek ZČ                    | Milan Hnilička      | Hartford Wolf Pack    |
| 2001/02 | Nejméně branek ZČ Nejlepšího brankář | Martin Prusek       | Grand Rapids Griffins |
| 2003/04 | Nejproduktivnější hráč ZČ            | Pavel Rosa          | Manchester Monarchs   |
| 2008/09 | Nejlepší hráč ply off                | Michal Neuvirth     | Hershey Bears         |

## Zařazení do All star týmů nebo All Rookie týmu
| Sezona  | 1. All Star tým | 2. All Star tým | All Rookie Tým      |
| ------- | --------------- | --------------- | ------------------- |
| 1993/94 |                 | Patrik Augusta  |                     |
| 1996/97 | Václav Prospal  | Jan Čaloun      | Jaroslav Svejkovský |
| 1999/00 |                 |                 | Tomáš Klouček       |
| 2000/01 |                 | Radim Bičánek   |                     |
| 2001/02 | Martin Prusek   |                 |                     |
| 2002/03 |                 |                 | Filip Novák         |
| 2003/04 |                 | Pavel Rosa      |                     |
| 2005/06 |                 | Jiří Hudler     |                     |
| 2013/14 |                 | Petr Mrázek     |                     |
| 2017/18 |                 |                 | Filip Hronek        |
| 2021/22 |                 | Martin Frk      |                     |

## Účastníci utkání hvězd
Tabulka obsahuje účastníky AHL All-Star Classic, do roku 2010 nastupovali Češi za výběr PlanetUSA.
Nejvíce startů nasbíral Filip Novák (tři). Dvě účasti si připsali Václav Varaďa, Josef Marha, Tomáš Plekanec, Jiří Hudler a Vítek Vaněček.
| Sezona  | Hráči                                                                                      |
| ------- | ------------------------------------------------------------------------------------------ |
| 1994/95 | Patrik Augusta (výběr Kanady)                                                              |
| 1996/97 | Tomáš Vokoun, Václav Prospal, Jan Čaloun, Václav Varaďa, Jaroslav Svejkovský, Patrik Eliáš |
| 1997/98 | Petr Franěk, Jan Němeček, Vlastimil Kroupa, Václav Varaďa, Josef Marha                     |
| 1998/99 | Ladislav Kohn                                                                              |
| 1999/00 | nikdo                                                                                      |
| 2000/01 | Miloslav Gureň, Josef Marha                                                                |
| 2001/02 | nikdo                                                                                      |
| 2002/03 | Filip Novák, Tomáš Žižka                                                                   |
| 2003/04 | Pavel Rosa, Tomáš Plekanec, Jiří Hudler                                                    |
| 2004/05 | Tomáš Plekanec                                                                             |
| 2005/06 | Filip Novák, Libor Pivko, Jiří Hudler                                                      |
| 2006/07 | Marek Schwarz, Filip Novák, Tomáš Fleischmann                                              |
| 2007/08 | Petr Vrána                                                                                 |
| 2008/09 | Jakub Kindl                                                                                |
| 2009/10 | Alexander Salák                                                                            |
| 2010/11 | Michal Řepík (Západní konference)                                                          |
| 2011/12 | nikdo                                                                                      |
| 2012/13 | Petr Mrázek (Západní konference), Radko Gudas (Východní konference)                        |
| 2013/14 | za výběr AHL nikdo, za jeho soupeře Färjestad BK - Tomáš Hyka a Milan Gulaš                |
| 2014/15 | nikdo                                                                                      |
| 2015/16 | Dominik Simon (Atlantická divize)                                                          |
| 2016/17 | Matěj Stránský (Pacifická divize)                                                          |
| 2017/18 | nikdo                                                                                      |
| 2018/19 | Josef Kořenář (Pacifická divize) a Vítek Vaněček (Atlantická divize)                       |
| 2019/20 | Martin Frk (Pacifická divize) a Vítek Vaněček (Atlantická divize)                          |